# Herezje (album Karceru)
Herezje – siódmy album zespołu Karcer wydany w 2014 przez wytwórnię Jimmy Jazz Records. Album zawiera 13 nowych kompozycji uzupełnionych nagraniem bonusowym. Został zarejestrowany w Słupskim Ośrodku Kultury w okresie pomiędzy jesienią 2013 a latem 2014.

## Lista utworów
Źródło:.
1. „Dzikie wojny” – 3:26
2. „Iluzje” – 3:02
3. „Chora broń” – 3:14
4. „Herezje” – 3:34
5. „Jesteśmy skałą” – 3:34
6. „Oni nie idą” – 3:22
7. „Posłaniec” – 3:30
8. „Wydrenowana ziemia” – 3:24
9. „Idioci” – 3:55
10. „Turysta” – 3:06
11. „Mediainfekcja” – 3:23
12. „Złodzieje” – 3:16
13. „Skrucha” – 4:29
14. „Żeby nie zapomnieć: 13.XII” – 4:24 (bonus)

## Twórcy
Źródło:.
- Krzysztof Żeromski – wokal, gitara
- Adam Lao – gitara basowa, wokal
- Daniel „Czasza” Łukasik – perkusja, wokal